# Atractus emmeli
Espèce
Synonymes
- Geophis emmeli Boettger, 1888

Atractus emmeli est une espèce de serpents de la famille des Dipsadidae.

## Répartition
Cette espèce se rencontre :
- en Bolivie dans les départements de Beni et de Santa Cruz ;
- au Pérou dans les régions de Cuzco, Junín, Loreto et d'Ucayali.

## Étymologie
Cette espèce est nommée en l'honneur de Ferdinand Emmel (1850–1903).

## Publication originale
- Boettger, 1888 : Beitrag zur Reptilfauna des oberen Beni in Bolivia. Bericht der Senckenbergischen Naturfurforschenden Gesellschaft in Frankfurt, vol. 1888, p. 191-199 (texte intégral).